# Romanovói járás
A Romanovói járás (oroszul: Романовский район) Oroszország egyik járása az Altaji határterületen. Székhelye Romanovno.

A Romanovói járás az Altaji határterületen

## Népesség
- 1989-ben 16 111 lakosa volt.
- 2002-ben 15 412 lakosa volt, melyből 12 939 orosz, 1 278 ukrán, 847 német, 76 azeri, 60 fehérorosz, 32 kazah, 25 tatár, 22 csuvas stb.
- 2010-ben 13 179 lakosa volt.